# Manfred Schumann
Manfred Schumann (Hannover, 7 febbraio 1951) è un ex bobbista ed ex ostacolista tedesco, vincitore di due medaglie olimpiche a Innsbruck 1976 (argento nel bob a due e bronzo nel bob a quattro) e di un titolo mondiale nel 1974 nel bob a quattro.

## Biografia

### Atletica leggera
Prima di dedicarsi al bob, Schumann era un ostacolista di alto livello, avendo vinto la medaglia d'argento nei 60 metri ostacoli ai campionati europei indoor del 1972; quello stesso anno partecipò anche alle Olimpiadi di Monaco di Baviera 1972 venendo però eliminato nelle batterie dei 110 metri ostacoli. Continuò a praticare l'atletica anche durante gli anni del bob e nel 1977, agli europei indoor di San Sebastián, giunse quinto nei 60 metri ostacoli.

### Bob
Ai XII Giochi olimpici invernali (edizione disputatasi nel 1976 a Innsbruck,  Austria) vinse la medaglia di bronzo nel bob a quattro con i connazionali Wolfgang Zimmerer, Bodo Bittner e Peter Utzschneider, partecipando per la nazionale  tedesca occidentale, venendo superate da quella svizzera e dall'altra tedesca. Il tempo totalizzato fu di 3:41.37 con un distacco minimo rispetto alle altre classificate 3:40.89 e 3:40.43 i loro tempi. Insieme a Wolfgang Zimmerer vinse anche una medaglia d'argento nel bob a due con il tempo di 3:44.99.
Inoltre ai campionati mondiali vinse tre medaglie: l'oro nel bob a quattro a Sankt Moritz 1974 con Wolfgang Zimmerer, Peter Utzschneider e Albert Wurzer., il bronzo nel bob a due a Sankt Moritz 1977 con Stefan Gaisreiter e l'argento nel bob a due a Schönau am Königssee 1979 con Gaisreiter e Fritz Ohlwärter, che lo sostituì nella quarta discesa.
 Agli europei conquistò invece la medaglia d'argento nel bob a quattro a Sankt Moritz 1976 con Zimmerer a condurre l'equipaggio. Vinse inoltre quattro titoli nazionali, due nel bob a due (1974 e 1977) e altrettanti nel bob a quattro (1978 e 1979).

## Palmarès

### Bob

#### Olimpiadi
- 1 medaglia:
  - 1 argento (bob a due a Innsbruck 1976).
  - 1 bronzo (bob a quattro a Innsbruck 1976).

#### Mondiali
- 3 medaglie:
  - 1 oro (bob a quattro a Sankt Moritz 1974);
  - 1 argento (bob a due a Schönau am Königssee 1979);
  - 1 bronzo (bob a due a Sankt Moritz 1977).

#### Europei
- 1 medaglia:
  - 1 argento (bob a quattro ad Sankt Moritz 1976).

#### Campionati tedeschi
- 4 medaglie[1]:
  - 4 ori (bob a due nel 1974; bob a due nel 1977; bob a quattro nel 1978; bob a quattro nel 1979).

### Atletica leggera
| Anno                                   | Manifestazione  | Sede              | Evento   | Risultato             | Prestazione | Note |
| -------------------------------------- | --------------- | ----------------- | -------- | --------------------- | ----------- | ---- |
| In rappresentanza della Germania Ovest |                 |                   |          |                       |             |      |
| 1972                                   | Europei indoor  | Grenoble          | 50 m hs  | Argento               | 6"58        |      |
| 1972                                   | Giochi olimpici | Monaco di Baviera | 110 m hs | eliminato al 1º turno | 14"13       |      |
| 1977                                   | Europei indoor  | San Sebastián     | 60 m hs  | 5º                    | 7"91        |      |